# Lauterhofen
Lauterhofen ist ein Markt im Oberpfälzer Landkreis Neumarkt in der Oberpfalz und liegt zirka 50 km östlich von Nürnberg.

## Geographie

### Lage
Lauterhofen befindet sich an einer alten Handelsstraße, die von der Donau nordwärts über Forchheim bis zum Main und darüber hinaus durch den Thüringer Wald in den mitteldeutschen Raum führte. Der Kernort liegt an der Lauterach.

### Gemeindegliederung

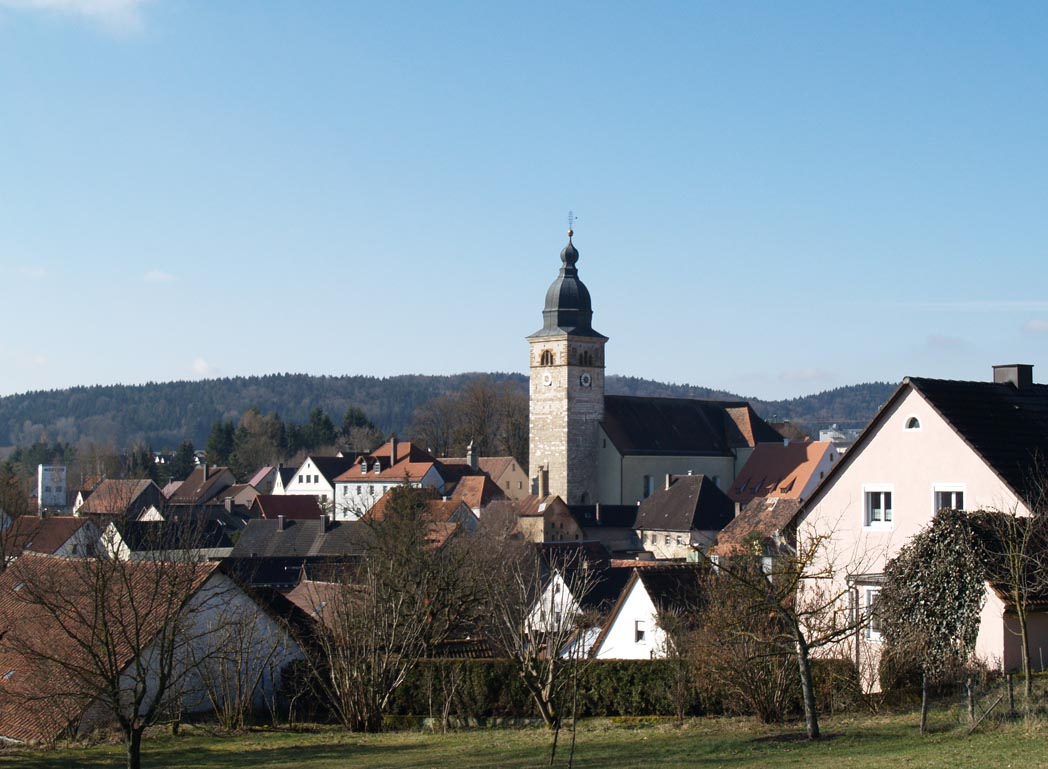
Ortsansicht von Lauterhofen

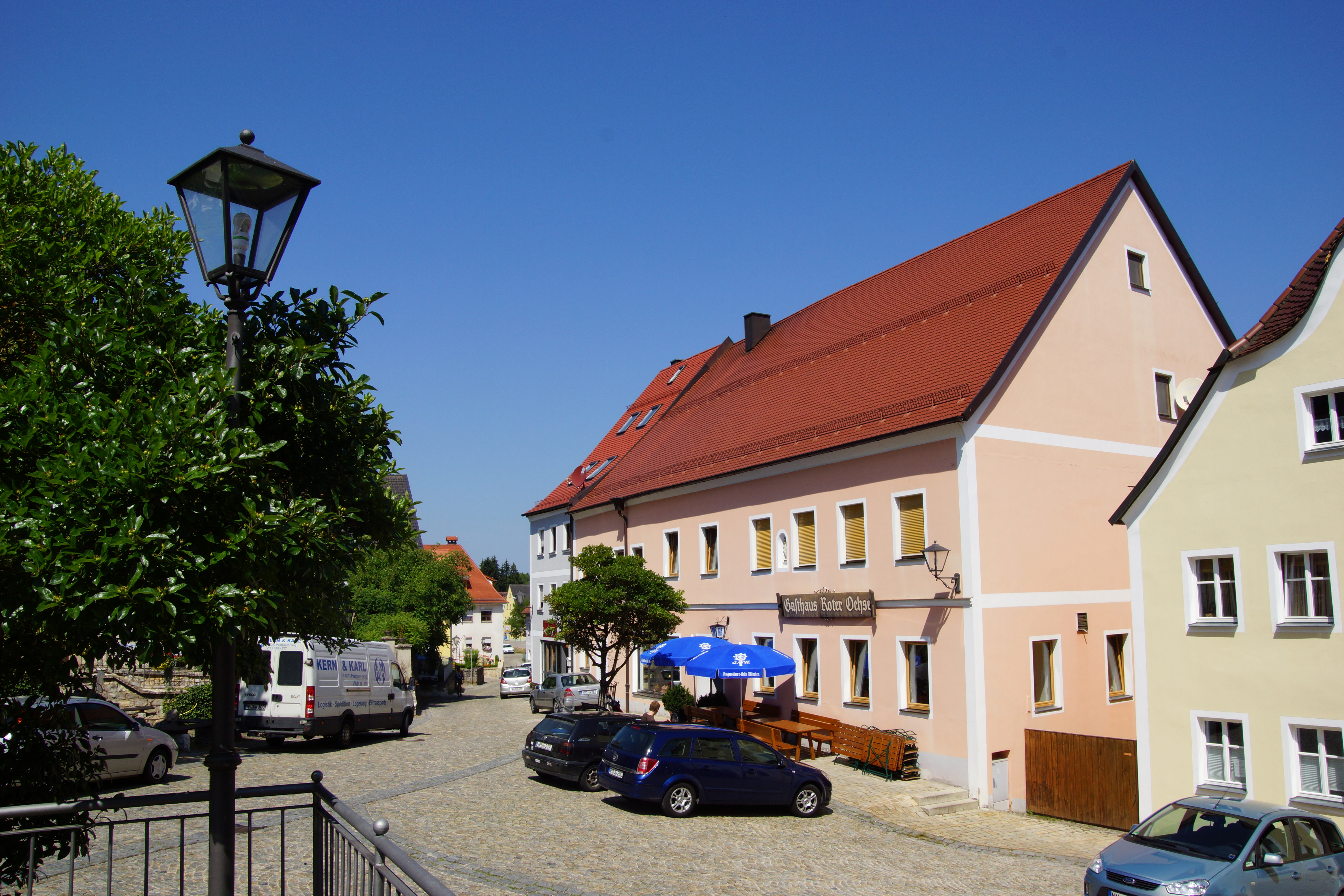
Marktplatz

Die Marktgemeinde hat 42 Gemeindeteile (in Klammern ist der Siedlungstyp angegeben):
- Aglasterhof (Einöde)
- Ballertshofen (Dorf)
- Brenzenwang (Weiler)
- Brunn (Weiler)
- Buschhof (Weiler)
- Deinschwang (Pfarrdorf)
- Dippersricht (Dorf)
- Eidelberg (Weiler)
- Engelsberg (Dorf)
- Eratsmühle (Einöde)
- Finsterhaid (Weiler)
- Fischermühle (Einöde)
- Freiberg (Einöde)
- Gebertshofen (Pfarrdorf)
- Graben (Einöde)
- Grafenbuch (Einöde)
- Hadermühle (Einöde)
- Hansmühle (Einöde)
- Hartenhof (Weiler)
- Hillohe (Weiler)
- Holzheim (Weiler)
- Inzenhof (Einöde)
- Landnerhof (Weiler)
- Lauterhofen (Hauptort)
- Mantlach (Weiler)
- Marbertshofen (Weiler)
- Mettenhofen (Dorf)
- Mittersberg (Weiler)
- Muttenshofen (Dorf)
- Nattershofen (Dorf)
- Niesaß (Weiler)
- Pettenhofen (Dorf)
- Ramertshofen (Weiler)
- Reitelshofen (Weiler)
- Ruppertslohe (Einöde)
- Schlögelsmühle (Weiler)
- Schweibach (Einöde)
- Stieglitzenhöhe (Weiler)
- Thürsnacht (Weiler)
- Traunfeld (Pfarrdorf)
- Trautmannshofen (Pfarrdorf)
- Wilfertshofen (Dorf)

(kursiv: ehemalige Gemeinden)

## Geschichte

### Bis zur Gemeindegründung
In den 1960er Jahren wurden Gräber aus dem 7. Jahrhundert entdeckt, die eine frühe Besiedlung dokumentieren. Im Allgemeinen wurden die Gräber des späten 7. und frühen 8. Jahrhunderts mit bajuwarischer Siedlungstätigkeit in Verbindung gebracht, wobei neuere siedlungsgeschichtliche Forschungen eine ethnische Zuweisung (Bajuwaren/Franken?) zurückhaltender beurteilen, als dies in den letzten Jahrzehnten der Fall war. Im Rahmen der fränkischen Expansion wurde wahrscheinlich spätestens um die Mitte des 8. Jahrhunderts ein fränkischer (karolingischer) Königshof im Ortsteil Im Zipfel am Ostrand von Lauterhofen eingerichtet. 806 wurde der Ort erstmals in dem als Divisio Regnorum bekannten Kapitulare Karls des Großen zur Reichsteilung als „villa Lutrahahof“ erwähnt.
Bis 2006 hatten sich, wie Bauforschungen 1962/63 zeigen konnten, in zwei bäuerlichen Anwesen die Reste der frühmittelalterlichen Martinskirche erhalten, ehe diese dem Abbruchbagger zum Opfer fielen.
Der Ort war um 1100 in Besitz der Herren von Habsberg-Kastl und der Grafen von Sulzbach und kam durch Schenkung zum Kloster Kastl und schließlich zu Bayern. Am Ostrand des heutigen Orts stand im späten Hochmittelalter und im Spätmittelalter die Burg Oberlauterhofen, seit 1307 im Besitz von Amtleuten; von 1307 bis 1487 waren es die Steinlinger.
Im Zuge der Verwaltungsreformen in Bayern entstand mit dem Gemeindeedikt von 1818 die heutige Gemeinde.

### Eingemeindungen
Am 1. Juli 1972 wurden die Gemeinde Pettenhofen und Teile der aufgelösten Gemeinde Brunn eingegliedert. Deinschwang, Engelsberg, Gebertshofen, Traunfeld und Trautmannshofen kamen am 1. Mai 1978 hinzu. Am 1. Januar 2007 wurde das ehemals gemeindefreie Gebiet Grafenbucher Forst eingegliedert.

### Einwohnerentwicklung
Zwischen 1988 und 2018 wuchs die Wohnbevölkerung des Markts um 526 Einwohner von 3171 auf 3697 bzw. um 16,6 %.

## Politik

### Marktgemeinderat
Der Marktgemeinderat hat 16 Mitglieder und setzt sich in der Amtszeit 2020 bis 2026 wie folgt zusammen:
- CSU 7 Sitze
- FW 5 Sitze
- SPD 2 Sitze
- ÖDP 2 Sitze

### Bürgermeister
Seit 1. Mai 2014 ist Ludwig Lang (Freie Wähler) Erster Bürgermeister; dieser wurde in der Stichwahl am 29. März 2020 mit 52,9 % der gültigen Stimmen für weitere sechs Jahre gewählt.

### Wappen
| Wappen Markt Lauterhofen | Blasonierung: „In Silber auf grünem Berg zwei zugewendete, rot gekrönte goldene Löwen, die einen übereck gestellten roten Zinnenturm mit Spitzdach halten, der oben mit Erkern besetzt und am Fuß mit dem Rautenschild belegt ist.“ |
| Wappen Markt Lauterhofen | |

## Kultur und Sehenswürdigkeiten

### Baudenkmäler
- Das Rathaus stammt aus dem Jahr 1593.
- Im Gemeindeteil Trautmannshofen befindet sich die Wallfahrtskirche Mariae-Namen. Sie wurde 1691 nach Plänen des Baumeisters Leonhard Dientzenhofer errichtet. Der Kirchturm und die sie umgebende Wehrmauer sind mittelalterlichen Ursprungs.
- Die Pfarrkirche St. Michael wurde um 1100 als Eigenkirche des Grafen Berengar von Sulzbach errichtet, möglicherweise an der Stelle einer älteren Kirche. Der Turm lässt noch Mauerwerk der Erbauungszeit erkennen.

### Bodendenkmäler
- Ringwall Reiselsberg
- Schloss Oberlauterhofen
- Im Osten des Ortes befinden sich im Bereich des Wohnhauses Lampertistraße 1, Ecke Martinsstraße, die Reste der abgegangenen Kirche St. Martin des karolingischen Königshofes.

### Kultureinrichtung
- Kulturstadel

### Regelmäßige Veranstaltungen
- Volksfest
- Jacobi-Kirwa (Kirchweih)
- Germanenfest am Kühruh
- Kunstausstellung Lauterhofen

### Kunst
- Künstlergruppe Lauterhofen

### Theater
- Freies Theater Oberpfalz

### Sport
- Golfplatz im Gemeindeteil Ruppertslohe
- Allgemeiner Sportverein SV Lauterhofen
- Schützengesellschaft 1905 e. V. Lauterhofen

## Wirtschaft und Infrastruktur

### Arbeitsplätze
In der Gemeinde gibt es 1442 sozialversicherungspflichtige Arbeitsplätze. Von der Wohnbevölkerung stehen 1574 Personen in einer versicherungspflichtigen Tätigkeit. Die Zahl der Auspendler ist damit um 132 Berufstätige höher als die der Einpendler.

### Bildung
In der Marktgemeinde Lauterhofen gibt es
- Grundschule Lauterhofen mit sieben Lehrern und 123 Schülern (Schuljahr 2021/2022)[9]
- Mittelschule Lauterhofen mit zwölf Lehrern und 142 Schülern (Schuljahr 2021/2022)[10]
- Zwei Kindertageseinrichtungen (St. Gabriel und Maria Goretti) mit 124 Plätzen und 102 Kindern (Stand 1. März 2018)
- einen Naturkindergarten

### Sonstige Einrichtungen
- Jugendtreff Lauterhofen
- Gemeindebücherei Lauterhofen

### Verkehr
Der Bahnhof Lauterhofen lag an der Bahnstrecke Drahthammer–Lauterhofen, welche stillgelegt ist.

## Söhne und Töchter der Gemeinde
- Seyfried Schweppermann (* um 1257 in Hillohe bei Lauterhofen; † 1337 in Deinschwang bei Lauterhofen), ein Feldhauptmann der Reichsstadt Nürnberg
- Friedrich V. (* 26. August 1596 in Deinschwang; † 29. November 1632 in Mainz), der Winterkönig
- Hieronymus Ehrensberger (* 1813 in Lauterhofen; † 1873 in Berchtesgaden), Bezirksamtmann in Amberg
- Johann Baptist Prechtl (* 13. Februar 1813 in Lauterhofen; † 20. Mai 1904 ebenda), Priester und Autor
- Innocentia Pögel (* 1824 in Lauterhofen; † 17. Februar 1907 in Wien), Ordensschwester
- Gottlieb (Johann Baptist) Auer (* 25. Oktober 1887 in Lauterhofen; † 6. April 1952 im Lager Oksadok, Korea), Missionsbenediktiner, Märtyrer von Tokwon[11]
- Max Sturm (* 25. Februar 1891 in Trautmannshofen; † 1958), Komponist, Pianist, Chorleiter und Musiklehrer in Amberg
- Engelbert Niebler (* 13. August 1921 in Lauterhofen; † 29. Juni 2006 in München), von 1975 bis 1987 Richter des Bundesverfassungsgerichts und Honorarprofessor der Universität München
- Albert Hopfenbeck (* 1938 in Lauterhofen), katholischer Geistlicher und Domdekan